# Quello che vi consiglio III
Quello che vi consiglio III è il terzo mixtape del rapper italiano Gemitaiz, pubblicato il 13 luglio 2012 dalla Honiro.

## Tracce
1. Intro QVC 3 – 2:21
2. Nato estremo (prod. 3D) – 3:50
3. Fuori di testa (prod. Il Tre) – 3:26
4. Male e bene – 3:22
5. End of Days Freestyle – 2:12
6. May Day (feat. Nayt) – 3:15
7. Come te (prod. Chebit) – 2:59
8. Jast Pt. 2 (feat. Canesecco, MadMan) – 3:48
9. Ballata del dubbio (prod. Mixer T) – 4:11
10. L'ho scelto (feat. Nsp) – 4:13
11. Ti piacerebbe (feat. Primo Brown, Ensi) (prod. 2P, Mixer T) – 3:28
12. Come gli esplosivi (prod. DJ Raw, 3D) – 2:26
13. Va bene così (prod. DJ Raw) – 3:27
14. Rimango qua (prod. Mixer T) – 2:52
15. Baghdad (prod. Denny the Cool) – 3:25
16. Giro di notte (Awolnation RMX) – 4:15